# 呢喃核
呢喃核（英語：Mumblecore）是2000年之后在美国独立电影界获得关注的流派。这个流派的电影特点是由超低预算制片（常常由手持的数码摄影机完成）、关注20岁左右年轻人的情感生活、即兴创作的剧本、非专业演员出演。可以被划分为这个流派的导演有：、 以及 。
呢喃核这个称谓最早是由的一位音响编辑提出来的。平时也以的叫法出现。影评人也有把这个类型的电影叫做或者，后者用以向独立电影导演致敬。
2007年，独立电影频道中心在纽约市开办了一个以10部呢喃核电影短片为主题的影展：。
另外，呢喃核的元素也常在恐怖電影中出現。.

### 呢喃核類型電影
- 《愛在日落巴黎時》 (2004)[3]
- 《永劫》 (2011)
- 《紐約哈哈哈》 (2012)[3]
- 《彗星來的那一夜》 (2013)
- 《晚安媽咪》 (2014)
- 《詭宴》 (2015)